# Cognos
Cognos es una compañía canadiense de informática con sede en Ottawa (Ontario). Fundada en 1969, la compañía se llamó en un principio Quasar y adoptó su nombre actual en 1982. El 31 de enero de 2008, Cognos fue adquirida oficialmente por IBM y pasó a formar parte de la división de Information Management. Tras esta adquisición el nombre de la compañía es IBM Cognos en lugar de Cognos.
Cognos es una empresa que produce software de business intelligence y administración del desempeño, en 2007 tuvo ventas por $979.26 millones de dólares y es uno de los líderes en este mercado junto con Business Objects (ahora parte de SAP) e Hyperion (ahora parte de Oracle).
Cognos 8 BI, fue lanzado en septiembre del 2005 y combina las funcionalidades de varios productos previos: ReportNet, PowerPlay, Metrics Manager, Noticecast, y DecisionStream.

## Adquisiciones hechas por Cognos
- La adquisición más reciente fue en septiembre de 2007, donde Cognos anuncio la adquisición de Applix y su producto TM1[3]
- Celequest, que ahora es usado para la inteligencia de negocios operacional y se renombró a Cognos Now!
- Databeacon, que se mantiene como una marca independiente y orientada al mercado medio y aplicaciones departamentales
- Frango, que era una empresa Sueca y cuyo producto es la base de lo que es ahora Cognos Controller
- Adaytum, que se renombró a Cognos Planning
- LEX2000, que se convirtió en Cognos Finance (ahora reemplazado por Cognos Planning y Cognos Controller)
- Relational Matters, que se convirtió en DecisionStream y que nuevamente fue renombrado con el lanzamiento de Cognos 8 a Datamanager
- 4Thought, que fue un producto para hacer minería de datos y que a pesar de que era un producto excelente, no tuvo mucha penetración en el mercado y se dejó de actualizar y vender

## Productos
- Inteligencia de Negocios
  - IBM Cognos 8 BI
    - Analysis Studio (Análisis Multidimensional)
    - Report Studio (Construcción de reportes y dashboards)
    - Query Studio (Reporteo Ad Hoc)
    - Metric Studio (Monitoreo, Análisis y Reporteo de KPIs)

  - IBM Cognos Now! (Dashboards y Monitoreo en tiempo real)
- Más allá de la Inteligencia de Negocios
  - IBM Cognos 8 BI - Event Studio (Agentes basados en acciones que notifican a los tomadores de decisiones conforme suceden los eventos)
  - IBM Cognos Go! (Búsqueda en Google y otros buscadores de los datos y metadatos de Cognos)
  - IBM Cognos Go! Office (Acceso del contenido de Cognos 8 desde Word, PowerPoint y Excel)
  - IBM Cognos Go! Mobile (Acceso del contenido de Cognos 8 desde dispositivos móviles como Blackberry)
  - IBM Cognos PowerPlay Transformer (Construcción de Cubos)
  - IBM Cognos 8 Data Manager (previamente DecisionStream y es el ETL de Cognos)
- Financial Performance Management
  - IBM Cognos 8 Planning
    - Cognos Analyst
    - Cognos Contributor

  - IBM Cognos 8 Controller (Consolidación Financiera)
  - IBM Cognos TM1 (previamente Applix TM1)
  - IBM Cognos Finance (previamente LEX2000)
  - IBM Cognos Express
- IBM Cognos Series 7
  - IBM Cognos PowerPlay for Windows
  - IBM Cognos PowerPlay Web
  - IBM Cognos PowerPlay Transformer
  - IBM Cognos 7 Impromptu
  - IBM Cognos 7 Impromptu Web Reports
  - IBM Cognos 7 Decision Stream
  - IBM Cognos 7 NoticeCast
- Performance Applications
  - Cognos Performance Applications for Oracle
  - Cognos Performance Applications for SAP
  - Cognos Performance Applications for PeopleSoft
- Analytic Applications
  - IBM Cognos 8 Workforce Performance
  - IBM Cognos 8 Finance

## Partners Oficiales
- Argentina
  - KMG
  - SBI Technology
  - Focus Business Solutions

- Chile
  - KMG
  - Venturi Consulting Group
  - Inys S.A.
  - Focus Business Solutions
  - Builder House Ingenieros
  - Sextante Business Intelligence
  - S&B Consultores
- Perú
  - Focus Business Solutions

- México
  - Nexolution
  - INPHINI

- Uruguay
  - Quanam
- España
  - BA Partners

- Datos: Q1107048